# Медіа-рилейшнз
Медіа-рілейшнз ( від англ. media relations, MR — відносини зі ЗМІ) — це форма взаємовідносин компаній зі ЗМІ з метою інформування громадськості про діяльність, місію, політику та практику організації та створення і підтримання позитивного іміджу компанії. 
Медіа-рілейшнз – це комплексна діяльність, яку виконують “за кулісами”, наприклад, в умовах неофіційних брифінгів, збору інформації, для створення і підтримки контактів, аналізу публікацій, яка  є життєво важливою для успішної PR-програми .
Мета медіа-рілейшнз – зробити ЗМІ надійними партнерами не тільки в просуванні торгової марки, але і в створенні фірмової репутації.
Робота із засобами масової інформації від імені організації дозволяє підвищити обізнаність суб'єкта, а також створити вплив на вибрану аудиторію. Вона забезпечує доступ як до великих, так і до малих цільових аудиторій, а також допомагає у формуванні громадської підтримки та громадської думки для організації. Все це робиться через широкий спектр засобів масової інформації і може використовуватися для заохочення двостороннього спілкування..

## Завдання медіа-рілейшнз

### Завдання медіа-рілейшнз
- Взаємодія зі ЗМІ для повного й об’єктивного висвітлення діяльності компанії; формування через ЗМІ громадської думки про діяльність компанії;
- Оперативне інформування керівництва компанії про висвітлення в ЗМІ роботи організації; про ставлення ЗМІ до компанії;
- Підготовка друкованих, аудіо- та відеоматеріалів щодо діяльності компанії (прес-релізи, статті, інші матеріали);
- Передача інформації про компанію у ЗМІ, на основі якої журналістами готуються повідомлення, репортажі, статті, нариси;
- Підготовка і проведення прес-конференцій, брифінгів та інших прес-заходів;
- Організація, підготовка і проведення інтерв’ю керівників компанії;
- Запрошення журналістів для висвітлення заходів за участю представників компанії, здійснення їх акредитації, створення сприятливих умов для роботи;
- Відповіді на запити журналістів і надання їм комплексних інформаційних послуг (забезпечення можливості для журналістів зі збору і технічної обробки вихідної інформації);
- Моніторинг зовнішньої інформації (відслідковування, аналіз і оцінка повідомлень преси, радіо і телебачення) і підготовка для керівництва огляду ЗМІ з питань, що цікавлять компанію;
- Вживання заходів з виправлення помилок і виступи із спростуваннями;
- Інформаційне наповнення і поновлення корпоративного Інтернет-сайту компанії.

Завданням медіа-рілейшнз є виробництво інформації, адресованій масовій, а також спеціалізованій аудиторії, в якій зацікавлена організація.

## Принципи медіа-рілейшнз

### Принципи медіа-рілейшнз
- Принцип довіри;
- Принцип достовірності інформації;
- Принцип двостороннього дотримання інтересів;
- Тенденції розвитку;
- Стиль і моральна позиція.[3].

## Функції медіа-рілейшнз

### Функції медіа-рілейшнз
1. Висвітлення заходів, що проводяться організацією, в ЗМІ.
2. Постійне інформування ЗМІ про діяльність організації: організаційні зміни, участь в суспільно значущих заходах і проектах, співпраця організації з органами влади.
3. Організація спільно із ЗМІ суспільних акцій, підготовка програм на ТБ і радіо.
4. Співпраця з виданнями (можна домовитися про те, щоб організації надавали окрему шпальту в газеті).
5. Організація брифінгів, прес-конференцій.
6. Формування складу прес-центру і організація його роботи під час заходів.
7. Формування кола “довірених” журналістів, які постійно співпрацюватимуть з вашою організацією.
8. Підготовка інформаційних матеріалів і іміджевих статей, прес-релізів, довідок і інших матеріалів, що стосуються діяльності організації.
9. Організація інтерв’ю керівника організації або керівників програм для ЗМІ (перед публікацією інтерв'ю в газеті необхідно його редагувати).
10. Консультації з керівником організації і апаратом з питань відносин з пресою і потенційної реакції ЗМІ на запропоновані рішення.

## Хто займається медіа-рілейшнз
- PR-відділ
- Прес-служба
- Прес-центр
- Відділ комунікацій (з громадськістю, з пресою)

## Фахівці, які працюють з медіа-рілейшнз
- PR-менеджер
- Прес-секретар
- Спічрайтер
- Речник
- Спіндоктор

## Форми медіа-рілейшнз

### Формати зустрічей на яких відбувається спілкування зі ЗМІ
- Прес-конференції;
- Екскурсії на об’єкти;
- Презентації
- Екскурсії по будівлях компанії;
- Прес-тури
- Прес-ланчі
- Організація присутності журналістів на планових заходах (засідання правління, конференції);
- Спеціальні події (свята, мітинги).